# كيث (فلم)
كيث (بالإنجليزية: Keith) هو فيلم دراما مستقل 2008 من إخراج تود أي. كيسلر، الذي كتب السيناريو أيضاً مع ديفيد زابل بنائاً على القصة القصيرة "Keith" للكاتب رون كارلسون من كاتابه The Hotel Eden. الفيلم من بطولة جيسي مكارتني وإليزابيث هارنيس ومارجو هارشمان.
تدور أحداث الفيلم حول نتالي أندرسون، فتاة في السنة الأخيرة في الثانوية تتمع بشعبية بحكم نشاطها وتحقيقها أعلى الدرجات في دراستها، كما أنها مرتبطة بشاب رافييل، إلا أن حياتها تنقلب رأس على عقب عندما يتم أختيار كيث كشريك لها في المختبر. في البداية تجده مزعجاً، لكن سرعان ما تقع في حبه وتكتشف أن يخفي سراً.

## الممثلون
- جيسي مكارتني بدور كيث زيترستروم
- إليزابيث هارنويس بدور نتالي أندرسون
- مارجو هارشمان بدور بروك
- اجناسيو سيرخيو بدور رافائيل ماركيز
- مايكل ماكجريدي بدور بيت
- جنيفر غراي بدور كارولين
- تابيثا براون ستون بدور سنثيا أندرسون
- كورتني هالفيرسون بدور فتاة في الصف قبل الأخير

## روابط خارجية
- مقالات تستعمل روابط فنية بلا صلة مع ويكي بيانات
- كيث في قاعدة بيانات الأفلام العربية